# Joseph Liouville
Joseph Liouville (ur. 24 marca 1809 w Saint-Omer (Pas-de-Calais), zm. 8 września 1882 w Paryżu) – francuski matematyk, profesor École Polytechnique i Collège de France, członek Francuskiej Akademii Nauk.
Zajmował się teorią liczb i analizą zespoloną, zwłaszcza teorią funkcji eliptycznych.  W 1844 roku udowodnił istnienie liczb przestępnych, co bywa nazywane jego największym odkryciem. Miał też wkład w rozwój algebry, publikując prace Évariste’a Galois.